# Ромен Колюс
Ромен Колюс (фр. Romain Coolus), настоящее имя Рене Макс Вейль (фр. René Max Weill; 25 мая 1868, Рен — 9 сентября 1952, II округ Парижа) — французский писатель, поэт, драматург и киносценарист.

## Жизнь и творчество
Рене Макс Вейль родился в семье Соломона Вейля, коммерсанта еврейского происхождения из Ренна, и его второй супруги, Эммы Бризак, родом из Меца. Начальное и среднее образование получил в гимназии в Ренне, позднее продолжил свою учёбу в парижском лицее Кондорсе и в Высшей нормальной школе.
В возрасте 22 лет становится учителем философии в лицее Шартра, однако в 25 лет оставляет преподавание и пишет своё первое драматическое произведение. Регулярно выступает со статьями в области искусства в различных парижских периодических изданиях, а также публикует в них свои стихотворения. Был дружен с такими выдающимися деятелями французской культуры, как Тристан Бернар, Эдуар Вюйар, Альфред Капю, Жюль Ренар и Тулуз-Лотрек. Последний оставил нам известный портрет Ромена Колюса.
В 1899 году издание Paris-Parisien отмечает талант Колюса как драматурга, называя его «знаменитым литератором». В 1920 году он становится одним из соучредителей французского «Союза рабочих-интеллектуалов».
Жил и работал в Париже, где и скончался в 1952 году. Похоронен на кладбище Пер-Лашез.

## Награды
Офицер ордена Почётного легиона (1919). Командор ордена Почётного легиона (1928).

## Избранные сочинения

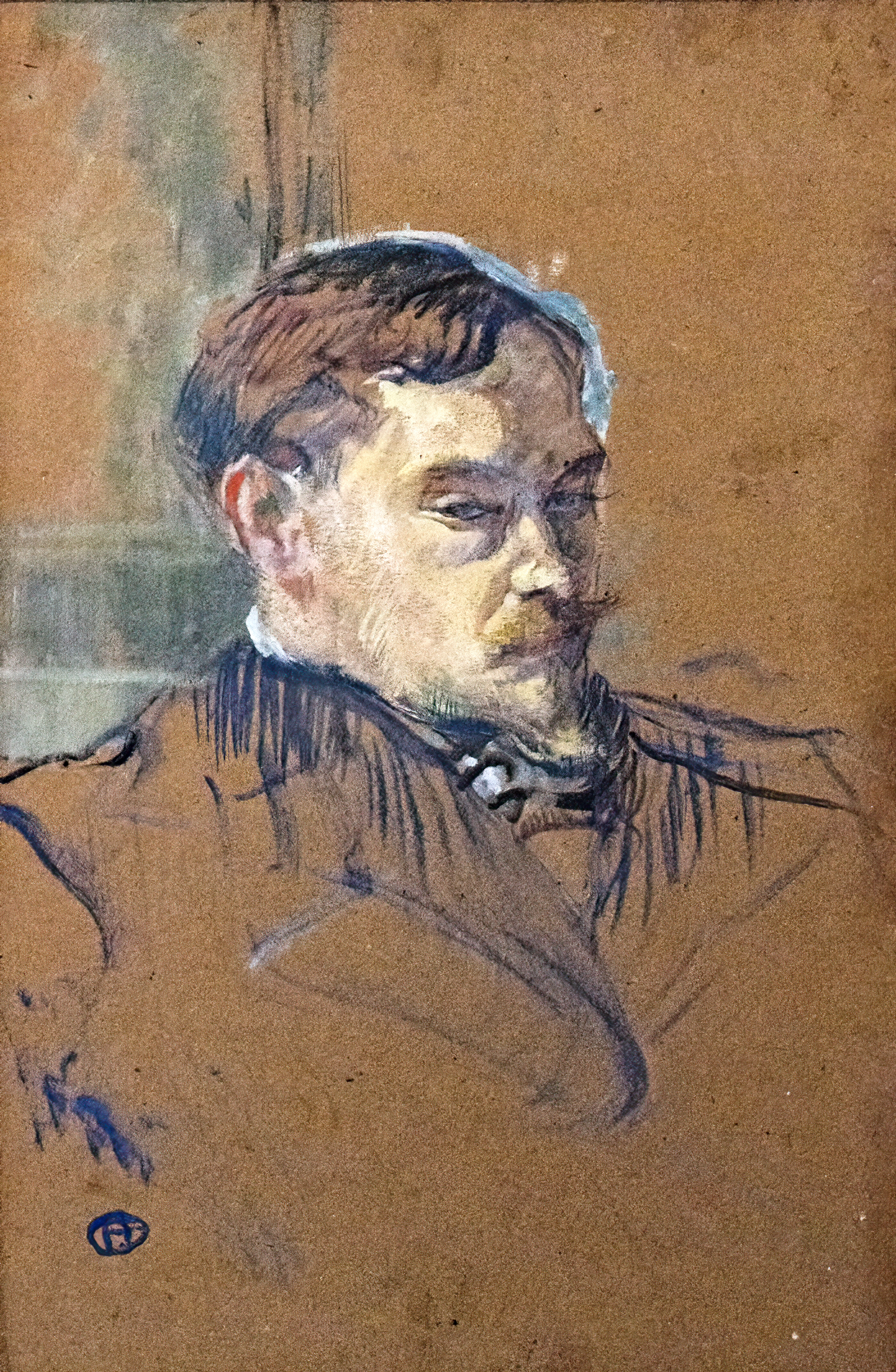
Тулуз-Лотрек. Портрет Ромена Колюса. 1899

### Драматические произведения
- 1893: Хозяйство Брезиль, первая написанная им пьеса. Комедия в одном акте. Поставлена в том же году в Свободном театре Антуан.
- 1896: Рафаэль, комедия в трёх актах
- 1897: Больной ребёнок, пьеса в четырёх актах
- 1900: Маркиз Карабас, комедия-юуфф в стихах в трёх актах
- 1902: Милосердная девица, комедия в трёх актах
- 1903: Антуанетта Сабрие, пьеса в трёх актах в прозе, поставлена в том же году в театре Водевиль, в 1929 в театре Комеди-Франсез в постановке Рене-Александра
- 1903: Кенгуру, комедия в одном акте
- 1905: Малая чума, пьеса в трёх актах. Поставлена в театре Водевиль в 1905 году, в 1912 году в театре Ренессанс.
- 1907: От сердца к сердцу, комедия в трёх актах Псотавлена в том же году в театре Антуана
- 1909: Оптические эффекты, комедия в двух актах
- 1909: Четырежды семь — двадцать восемь, комедия в трёх актах
- 1909: Риск, поставлена в театре Комплетт
- 1910: Тайна любви, комедия в трёх актах
- 1912: Страус, поставлена в театре Комплетт
- 1913: Красные розы, пьеса в трёх актах. Поставлена в театре Ренессанс
- 1921: Рай закрыт, комедия в трёх актах
- 1922: Бьём тревогу, комедия в трёх актах
- 1924: Родившийся в воскресенье, комедия в трёх актах
- 1925: Поцелуи Панурга, комедия в трёх актах
- 1926: Пасхальные каникулы, комедия. Театр Комплетт
- 1927: Королева Биаррица, пьеса в трёх актах. В 1934 году по этой пьесе поставлен кинофильм.
- 1928: Оса, комедия в трёх актах. Поставлена в театре Фемина.
- 1930: Pardon, Madame, комедия в трёх актах
- 1934: Фрагонар, музыкальная комедия в трёх актах и четырёх картинах. Либретто Андре Ривуара, музыка Габриеля Пьерне.
- 1934: Колючка, оперетта в четырёх актах. Либретто Андре Ривуара

### Сценарии
- 1909: Собака Монтаржи, режиссёр Жорж Монка
- 1917: Французы и любовь, режиссёр Анри Дефонтен
- 1927: Антуанетта Сабрие, режиссёр Жермен Дюлак
- 1932: Тайна в любви, режиссёр Жан де Маркена
- 1934: Королева Биаррица, режиссёр Жан Тулу
- 1935: Бьём тревогу, режиссёр Кристиан-Жак
- 1938: Малая чума, режиссёр Жан де Лимур